# Tatiana de Rosnay
Tatiana de Rosnay (Neuilly-sur-Seine, 28 september 1961) is een Frans journaliste en schrijfster van romans. Ze heeft een Franse vader en een Britse moeder. Haar bestseller Haar naam was Sarah verkocht meer dan drie miljoen stuks in Frankrijk en bijna twee miljoen daarbuiten. In 2010 werd het boek verfilmd.

## Boeken
Tatiana de Rosnay heeft zowel Franstalige als Engelstalige boeken geschreven. In het Nederlands vertaalde werken zijn:
- Het appartement, vert. uit het Frans (Le voisin, 2000) door Noor Koch, 2012. ISBN 9789047202905
- Overspel, vert. uit het Frans (Spirales, 2004) door Martine Woudt, 2014. ISBN 9789047204572
- Haar naam was Sarah, vert. uit het Engels (Sarah's key, 2006) door Monique Eggermont en Kitty Pouwels, 2007. ISBN 9789047200796. Ook verschenen in het Frans, onder de titel: Elle s'appelait Sarah. Dit boek is verfilmd in 2010.
- Obsessie, vert. uit het Frans (La mémoire des murs, 2008) door Martine Woudt, 2017. ISBN 9789026339301
- Die laatste zomer, vert. uit het Engels (Boomerang, 2009) door Iris van der Blom, 2009. ISBN 9789047201663
- Kwetsbaar, vert. uit het Frans (Moka, 2009) door Nini Wielink, 2010. ISBN 9789047202196
- Het huis waar jij van hield, vert. uit het Frans (Rose, 2011) door Alice Teekman, 2011. ISBN 9789047202059. Het boek werd oorspronkelijk in het Engels geschreven (The house man).
- Onvoltooid verhaal, vert. uit het Engels (Russian ink, 2013) door Inge de Heer, 2013. ISBN 9789047203995
- Een Parijse affaire, vert. uit het Frans (Son carnet rouge, 2014) door Noor Koch, 2015. ISBN 9789026331268. Ook verschenen in het Engels, onder de titel: A Paris Affair.
- De familiereünie, vert. uit het Frans (Sentinelle de la pluie, 2018) door Caecile de Hoog en Noor Koch, 2018. ISBN 9789026342684. Ook verschenen in het Engels, onder de titel: The rain watcher.
- Manderley voor altijd, vert. uit het Engels (Manderley for ever, 2015) door Noor Koch 2017, ISBN 9789026338151, biografie van Daphne du Maurier.
- Bloemen van de duisternis, vert. uit het Frans (Les fleurs de l'ombre, 2020) door Noor Koch, 2020 ISBN 9789026352560

## Bestseller 60
| Boeken met noteringen in de Nederlandse Bestseller 60 | Jaar van verschijnen | Datum van binnenkomst | Hoogste positie | Aantal weken | Opmerkingen     |
| ----------------------------------------------------- | -------------------- | --------------------- | --------------- | ------------ | --------------- |
| Haar naam was Sarah                                   | 2009                 | 21-02-2009            | 1(30wk)         | 138          |                 |
| Die laatste zomer                                     | 2009                 | 04-07-2009            | 6               | 98           |                 |
| Haar naam was Sarah                                   | 2009                 | 21-11-2009            | 23              | 15           | Gebonden editie |
| Kwetsbaar                                             | 2010                 | 19-06-2010            | 6               | 37           |                 |
| Haar naam was Sarah + dvd                             | 2011                 | 30-04-2011            | 6               | 5            |                 |
| Het huis waar jij van hield                           | 2011                 | 16-07-2011            | 5               | 13           |                 |
| Het appartement                                       | 2012                 | 23-06-2012            | 11              | 16           |                 |
| Overspel                                              | 2014                 |                       | 20              | 1            |                 |